# Bombono
Bombono DVD ist eine freie Software für das Authoring von Video-DVDs auf GNU/Linux-Betriebssystemen.
Es ist in der Programmiersprache C++ geschrieben und hat eine graphische Benutzeroberfläche auf Basis von GTK+. Durch die Einbindung von FFmpeg kann es praktisch alle gebräuchlichen Video-Formate importieren. Die Gestaltung der Video-DVD-Struktur wird mit Hilfe von WYSIWYG-Voransicht mit Drag-and-Drop-Unterstützung zusammengeklickt.
Die Entwicklung begann 2007. Am 28. Juli 2009 wurde die erste Version veröffentlicht. Version 1.0 erschien am 30. Dezember 2010. Der Name bedeutet „Bonbon“ in der Kunstsprache Esperanto.
Bombono DVD wird als freie Software auch im Quelltext unter den Bedingungen der GNU General Public License (GPL) verbreitet. Es stehen sowohl für Debian- als auch RPM-basierte Systeme vorkompilierte Installationspakete zur Verfügung. In der populären Distribution Ubuntu kann es direkt aus den Standard-Paketquellen installiert werden.